# 陈村镇 (佛山市)
陈村，中国广东省佛山市顺德区的一个镇，与广州、佛山、石龙并称「广东四大镇」，是顺德区花果种植的集中地，有“岭南花卉第一镇”的誉称。

## 概要
陈村镇的得名，相传东汉时此地出过一位姓陈的太尉，后人建祠纪念，地名因名「陈村」。明清时期，陈村属龙津、甘溪、登洲、龙头堡地，中华民国时期，分属「第三区」、「第四区」。中华人民共和国成立后至1956年3月，仍分属三、四两区。1956年4月起，陈村分属「陈村区(乡)」和「仙涌区(乡)」，同年10月成立「陈村人民公社」。1983年11月恢复区的建制。1987年2月撤区建镇。
粵語有歇后语「陈村種（人）——洗脚唔抹腳」是来自陈村镇，因陈村人习惯洗脚后，不会用布抹去脚上的水迹，广东人用这句话代表一个人喜欢挥霍、揮金如土，带有贬意。

## 下辖行政区
该镇辖有：
旧圩社区、勒竹社区、赤花社区、锦龙社区、南涌社区、合成社区、永兴社区、花城社区、弼教村、石洲村、仙涌村、庄头村、绀现村、潭州村和大都村。

## 陈村花市
华南最大的花卉交易集散中心即坐落于此，一年一度的花市极具特色，2001年第五届中国花卉博览会在陈村花卉世界举办。

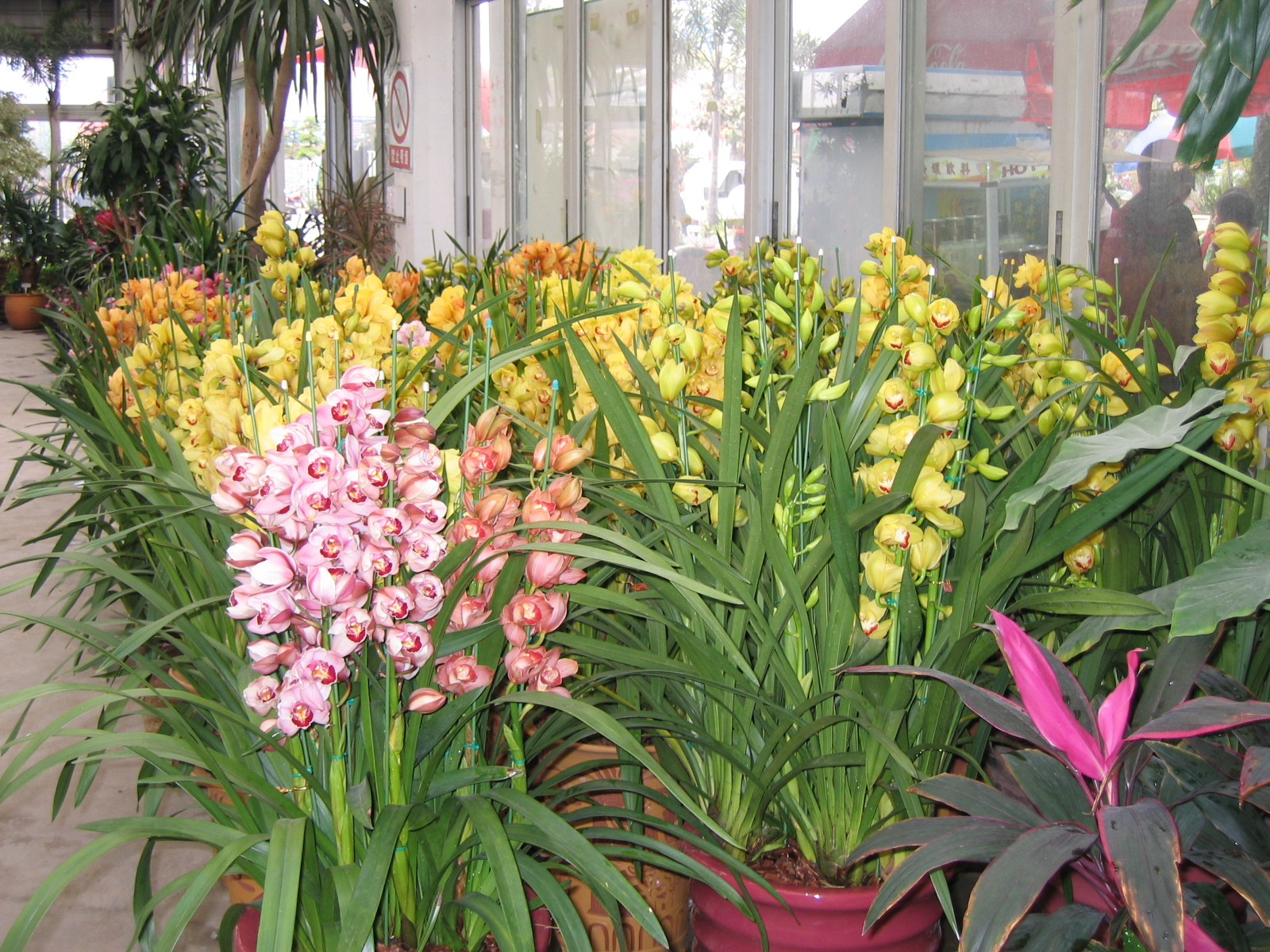
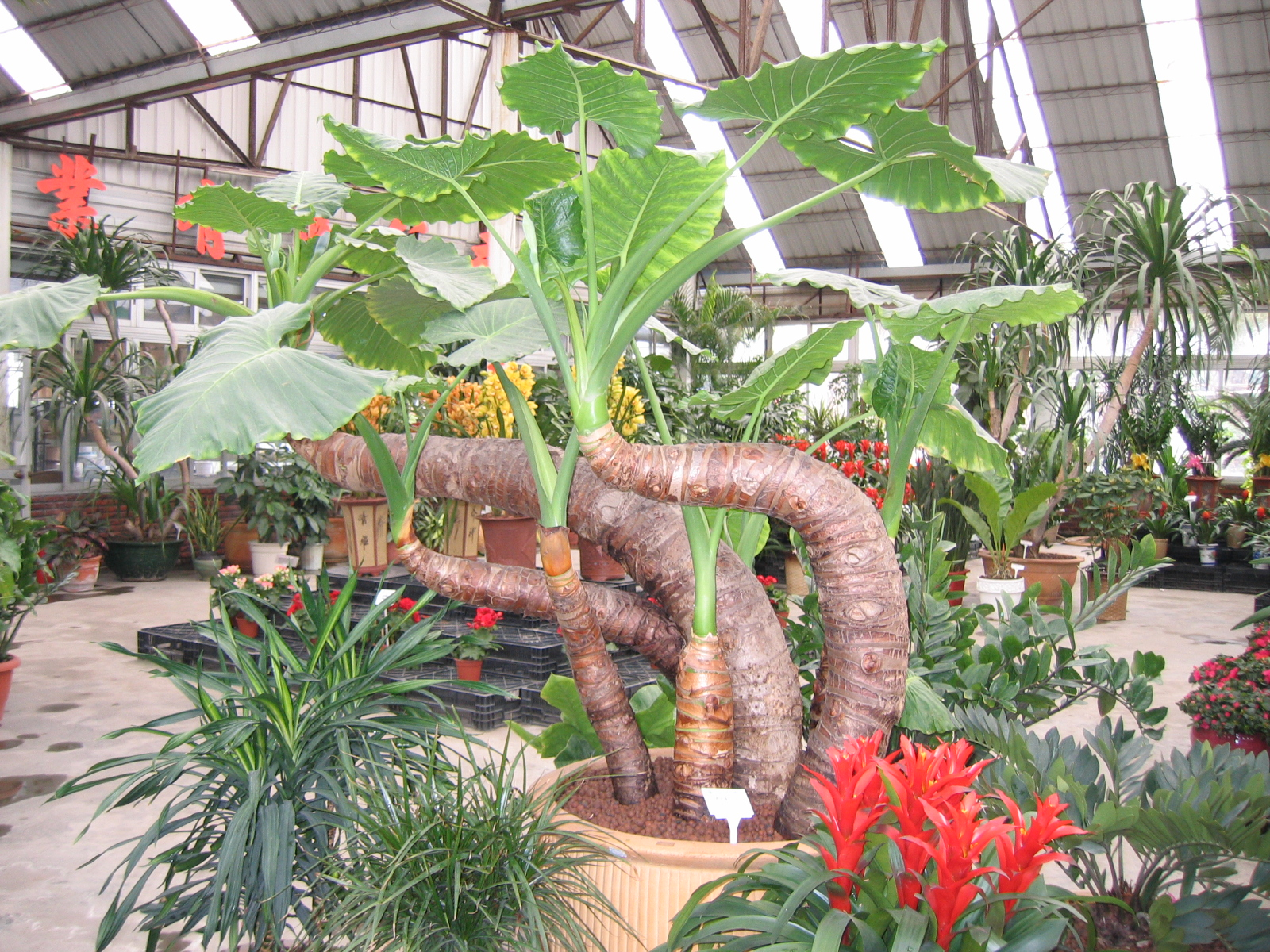
滴水观音
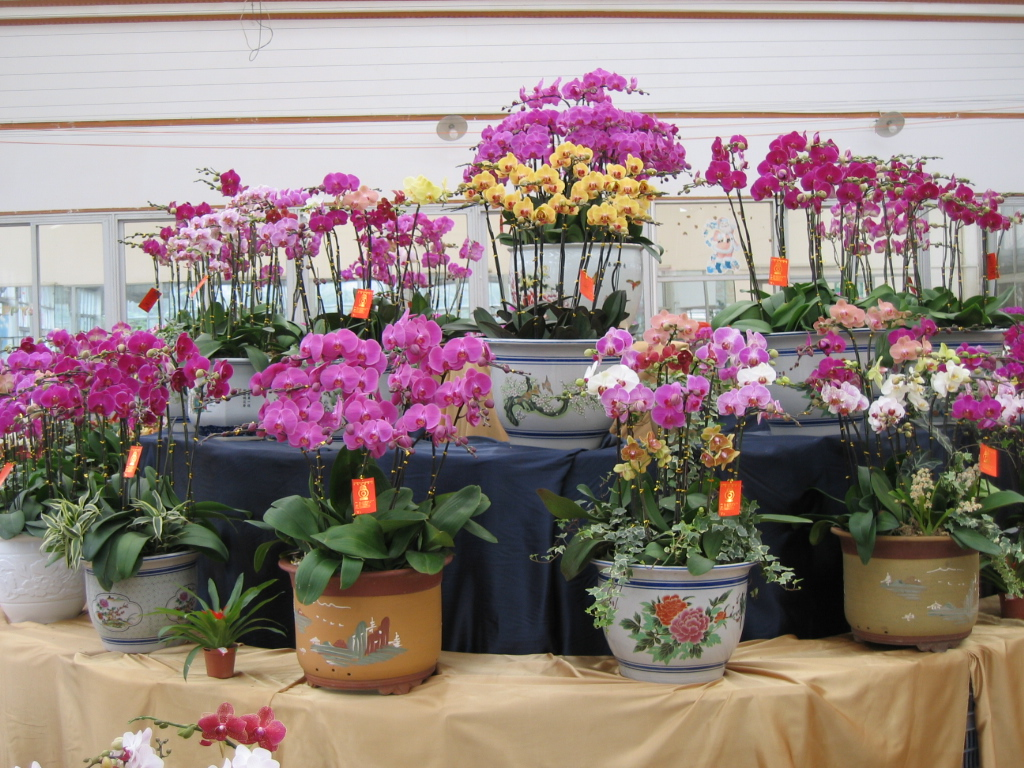
蝴蝶兰
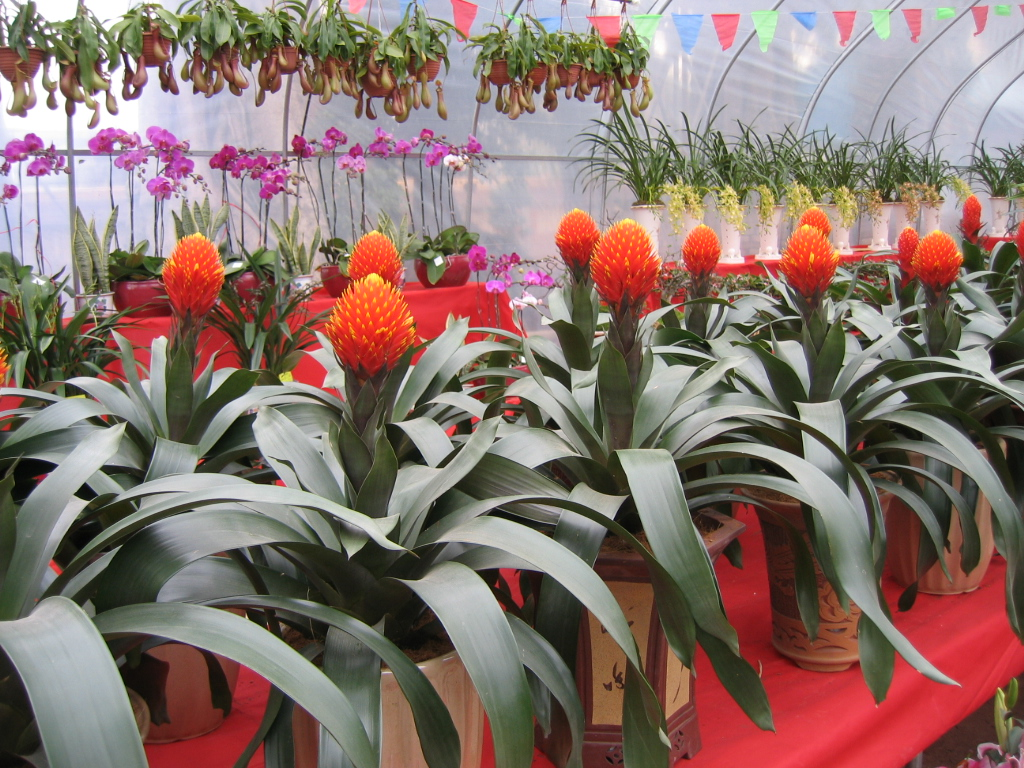
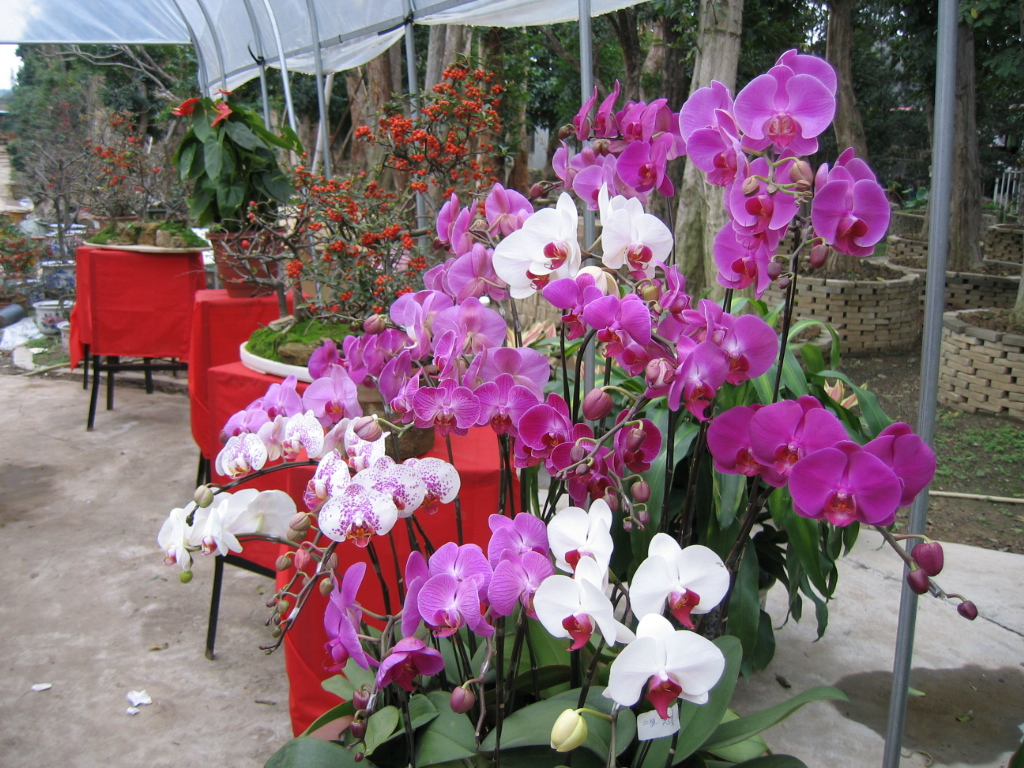

## 文獻記載
按清朝屈大均的廣東新語記載，「順德有水鄉曰陳村，周廻四十餘里，湧水通潮，縱橫曲折，無有一園林不到。….居人多以種龍眼為業，彌望無際，約有數十萬株。荔支、柑、橙諸果，居其三四。」